# Tarkus
Tarkus este al doilea album al trupei britanice de rock progresiv Emerson, Lake and Palmer, lansat în 1971.

## Lista pieselor
1. „Tarkus” (Emerson, Lake) (20:35)
2. „Jeremy Bender” (Emerson, Lake) (1:46)
3. „Bitches Crystal” (Emerson, Lake) (3:55)
4. „The Only Way (Hymn)” (Emerson, Lake) (3:49)
5. „Infinite Space (Conclusion)” (Emerson, Palmer) (3:18)
6. „A Time and a Place” (Emerson, Lake, Palmer) (2:57)
7. „Are You Ready Eddy?” (Emerson, Lake, Palmer) (2:10)

## Discuri single
- „Stones of Years” (face parte din „Tarkus”) (1971)

## Componență
- Keith Emerson — orgă, pian, celesta, mellotron, orgă Hammond, sintetizator Moog
- Greg Lake — chitară acustică, bas, chitară electrică, voce
- Carl Palmer — baterie, percuție